# Дудка, Михаил Андреевич
Михаил Андреевич Дудка (2 июля 1922 — 23 сентября 2004) — полный кавалер Ордена Славы, командир миномётного расчёта 120-го гвардейского Познанского Краснознамённого ордена Александра Невского стрелкового полка 39-й гвардейской стрелковой дивизии, гвардии старшина.

## Биография
Михаил Андреевич Дудка родился 2 июля 1922 года в селе Поливянка (ныне Песчанокопского района Ростовской области) в семье рабочего. Окончил 6 классов в 1936 году. Работал мастером-обувщиком в артели. В РККА с октября 1941 года. Окончил полковую школу младших командиров 82-мм и 120-мм миномётов в феврале 1943 года. На фронте — с марта 1943 года. Особо отличился при освобождении Украины, Польши и штурме Берлина.
Помощник командира миномётного взвода 120-го гвардейского стрелкового полка 39-й гвардейской стрелковой дивизии (8-я гвардейская армия, 3-й Украинский фронт) гвардии старший сержант М. А. Дудка в бою 4 апреля 1944 года под селом Волково (Одесская область, Украина) подавил с подчинёнными 2 огневые точки противника, облегчив стрелкам продвижение вперёд. 24 апреля 1944 года награждён Орденом Славы 3-й степени.
Командир миномётного расчёта М. А. Дудка 23 февраля 1945 года, под городом Познань (Польша), находясь в боевых порядках пехоты, умело вёл с бойцами прицельный огонь: были подавлены орудие, 2 миномёта, 3 пулемёта и истреблено свыше взвода гитлеровцев. В рукопашной схватке уничтожил вражеского автоматчика. 15 мая 1945 года награждён Орденом Славы 2-й степени.
23 апреля 1945 года при форсировании реки Шпрее (Германия) со своим расчётом подавил 3 огневые точки и истребил свыше 10 солдат противника. При отражении контратаки в упор расстрелял из автомата 2 гитлеровцев, 3 взял в плен. 15 мая 1946 года награждён Орденом Славы 1-й степени.
В ноябре 1946 года гвардии старшина М. А. Дудка демобилизован. Жил и работал в посёлке Целина Ростовской области. Почётный гражданин Целинского района. Избирался членом Президиума районного Совета ветеранов, принимал активное участие в патриотическом воспитании молодёжи.
Умер 23 сентября 2004 года.

## Награды
- Орден Отечественной войны I степени. Указ Президиума Верховного Совета СССР от 11 марта 1985 года.
- Орден Славы I степени (№ 1202). Указ Президиума Верховного Совета СССР от 15 мая 1946 года.
- Орден Славы II степени (№ 24380). Приказ Военного совета 8 гвардейской армии № 624/н от 15 мая 1945 года.
- Орден Славы III степени (№ 44546). Приказ командира 39 гвардейской стрелковой дивизии № 058/н 24 апреля 1944 года.
- Медаль «За победу над Германией в Великой Отечественной войне 1941—1945 гг.». Указ Президиума Верховного Совета СССР от 9 мая 1945 года.
- Медаль «За взятие Берлина». Указ Президиума Верховного Совета СССР от 9 июня 1945 года.
- Другие медали СССР.

## Память
Именем М. А. Дудка названа улица в посёлке Целина Ростовской области.